# Monts (Alta Garona)
Monts (oficialment Mons) és un municipi del departament francès de l'Alta Garona, a la regió d'Occitània.